# Championnat de Tunisie masculin de basket-ball 2024-2025
Navigation
Saison précédente Saison suivante
La saison 2024-2025 du championnat de Tunisie masculin de basket-ball est la 70e édition de la compétition.

## Formule de la compétition
Le championnat de la saison est composé de trois phases.
La première phase se déroule en aller/retour avec une unique poule de dix équipes, les six premiers étant qualifiés pour le tour suivant (play-off) tandis que les quatre derniers étant qualifiés pour les play-out.
Lors de la deuxième phase, les six équipes qualifiées disputent leurs matchs sous forme d'aller/retour. Les quatre premiers sont qualifiés pour la dernière et troisième phase (super play-off).

### Super play-off
|  | Demi-finales      | Demi-finales      | Demi-finales    | Demi-finales | Demi-finales | Demi-finales |                   |                   | Finale | Finale | Finale | Finale | Finale | Finale |
|  |                   |                   |                 |              |              |              |                   |                   |        |        |        |        |        |        |
|  |                   |                   |                 |              |              |              |                   |                   |        |        |        |        |        |        |
|  |                   |                   |                 |              |              |              |                   |                   |        |        |        |        |        |        |
|  | US Monastir (1)   | 72                | 68              | 52           | 71           | 70           |                   |                   |        |        |        |        |        |        |
|  | US Monastir (1)   | 72                | 68              | 52           | 71           | 70           |                   |                   |        |        |        |        |        |        |
|  | ES Sahel (4)      | 54                | 61              | 57           | 74           | 51           |                   |                   |        |        |        |        |        |        |
|  | ES Sahel (4)      | 54                | 61              | 57           | 74           | 51           | Club africain (2) | Club africain (2) | 77     | 60     | 70     | 77     |        |        |
|  |                   |                   |                 |              |              |              | Club africain (2) | Club africain (2) | 77     | 60     | 70     | 77     |        |        |
|  |                   | US Monastir (1)   | US Monastir (1) | 73           | 73           | 53           | 75                |                   |        |        |        |        |        |        |
|  | Club africain (2) | Club africain (2) | US Monastir (1) | 73           | 73           | 53           | 75                | 87                | 82     | 63     | 74     |        |        |        |
|  | Club africain (2) | Club africain (2) |                 |              |              |              |                   |                   | 82     | 63     | 74     |        |        |        |
|  | JS Kairouan (3)   | JS Kairouan (3)   | 77              | 77           | 71           | 61           |                   |                   |        |        |        |        |        |        |
|  | JS Kairouan (3)   | JS Kairouan (3)   | 77              | 77           | 71           | 61           |                   |                   |        |        |        |        |        |        |

### Finale
La finale se déroule en trois manches gagnantes opposant le Club africain à l'Union sportive monastirienne. La première est remportée 77 à 73 par le Club africain sur le terrain de son adversaire. Celui-ci égalise dans la série avec une victoire 73 à 60 dans sa salle omnisports Mohamed-Mzali. 
Le Club africain, dans sa salle Chérif-Bellamine, reprend l'avantage grâce à une victoire 70 à 53. En s'imposant lors de la quatrième rencontre sur le score de 77 à 75, il remporte le titre national.

## Champion
- Président : Youssef Elmi
- Entraîneur : Andreas Wagner (de)
- Joueurs : Omar Abada, Hosni Ilahi, Achref Gannouni, Aymen Trabelsi, Jawhar Jaouadi, Ziyed Chennoufi,Mohamed Hadidane, Haythem Saada, Michael Dixon, Gligorie Rakocevic, Mohamed Tarhouni, Bassem Khalifa, Mohamed Selmi

## Autres
Le Stade nabeulien, champion de division nationale B monte en nationale A.